# Championnat d'Indonésie féminin de volley-ball
Le Championnat d'Indonésie de volley-ball féminin est une compétition de volley-ball organisée par la Fédération Indonésienne de Volleyball (Persatuan Bola Voli Seluruh Indonesia, BVSI). Il a été créé en 2002.

## Historique
- Kratindeng Proliga (2003)
- Sampoerna Hijau Proliga (2004-2011)
- BSI Proliga (2012-2014)
- Pertamina Proliga (2015-...)

## Palmarès
| Année | Champion                   | Finaliste                     | Troisième                |
| ----- | -------------------------- | ----------------------------- | ------------------------ |
| 2002  | Jakarta Monas Bank DKI     | Gresik Phonska                | Jakarta Phinisi          |
| 2003  | Bandung Art Deco           | Gresik Phonska                | Jakarta Monas Bank DKI   |
| 2004  | Jakarta Elektric PLN       | Jakarta Monas Bank DKI        | Bandung Art Deco         |
| 2005  | Jakarta BNI Taplus         | Jakarta Elektric PLN          | Bandung Art Deco         |
| 2006  | Bandung Art Deco           | Gresik Phonska                | Jakarta BNI Taplus       |
| 2007  | Surabaya Bank Jatim        | Gresik Phonska                | Jakarta Elektrik PLN     |
| 2008  | Surabaya Bank Jatim        | Jakarta Elektric PLN          | Jakarta BNI Taplus       |
| 2009  | Jakarta Elektric PLN       | Surabaya Bank Jatim           | Jakarta BNI Taplus       |
| 2010  | Jakarta BNI Taplus         | Jakarta Elektric PLN          | Gresik Petrokimia        |
| 2011  | Jakarta Elektric PLN       | Jakarta Popsivo Polwan        | Gresik Petrokimia        |
| 2012  | Jakarta Popsivo Polwan     | Jakarta Elektric PLN          | Bontang LNG              |
| 2013  | Jakarta Popsivo PGN        | Manokwari Valeria Papua Barat | Gresik Petrokimia        |
| 2014  | Jakarta Pertamina Energi   | Manokwari Valeria Papua Barat | Jakarta Popsivo PGN      |
| 2015  | Jakarta Elektric PLN       | Jakarta Popsivo PGN           | Jakarta Pertamina Energi |
| 2016  | Jakarta Elektrik PLN       | Jakarta Pertamina Energi      | Gresik Petrokimia        |
| 2017  | Jakarta Elektrik PLN       | Jakarta Pertamina Energi      | Jakarta Popsivo PGN      |
| 2018  | Jakarta Pertamina Energi   | Bandung Bank BJB Pakuan       | Jakarta Elektrik PLN     |
| 2019  | Jakarta PGN Popsivo Polwan | Jakarta Pertamina Energi      | Jakarta BNI 46           |
| 2020  | Jakarta Pertamina Energi   |                               |                          |